# ポンゾ錯視

ポンゾ錯視の例。黄色い線は実際には同じ長さである。

ポンゾ錯視（ポンゾさくし、英語: Ponzo illusion）は、イタリアの心理学者マリオ・ポンゾによって1913年に報告された錯視である。

## 概要
ポンゾは人間は物体の大きさを背景に依存して判断していることを示した。このことは、長さの等しい2本の線を、線路のように収束する線の上に描くことで示した。上の線が長く見えるのは、平行線が遠くに向かっているという遠近法にしたがって、上側の線を解釈しているためである。このような遠近法的解釈のもとでは、上側の線はより遠くにあるために長く見える - 遠くのものは、近くのものと網膜上で同じ大きさであれば、近くのものよりも実際は大きいはずだからである。
研究者のなかには、月の錯視がポンゾ錯視と同様の原理で生じていると考えるものもいる。これは、木々や家屋が、ポンゾ錯視での背景の役割を果たしている、というものである。近景の物体によって、我々の脳は、月が実際の大きさよりも大きいように解釈する、という考え方である。
ポンゾ錯視の説明のひとつは、遠近法説(Perspective hypothesis)である。これは、錯視図形の遠近法感が、奥行きを意味する線の収束によって生み出される、というものである。つまり、2本の斜線が水平線、あるいは消点へと収束するのが原因であるという考えである。別の説明は、フレーミング効果説(Framing effects hypothesis)である。これは、フレームとなる斜線と水平線との距離の大きさが決定的であるか、少なくとも錯視の大きさに寄与する、という考えである。
類似する錯視は触覚や視聴覚間での感覚変換デバイスでも生じる。ただし、先天盲者がこの錯視を起こさないことから、視覚的経験が先立つことが、錯視の発生には必要なようである。